# It’s Christmas Time Again
«It's Christmas Time Again» (с англ. — «Снова приходит Рождество») —  сингл американской группы Backstreet Boys. Небольшой отрывок песни был опубликован на официальном сайте группы 1 ноября 2012 года, выход сингла состоялся 6 ноября 2012 года. «It's Christmas Time Again» стал первым синглом со времени возвращения в группу Кевина Ричардсона, который ушёл из Backstreet Boys в 2006 году и вернулся в 2012 году.

## Список композиций
- Цифровая загрузка

1. It's Christmas Time Again - 3:23

## Хит парады
| Хит-парад                       | Высшая позиция |
| ------------------------------- | -------------- |
| Billboard Holiday Digital Songs | 1              |